# Червенёво
Червенёво (укр. Червеньово) — село в Великолучковской сельской общине Мукачевского района Закарпатской области Украины.
Население по переписи 2001 года составляло 1951 человек. Почтовый индекс — 89651. Телефонный код — 3131. Занимает площадь 2,737 км². Код КОАТУУ — 2122782805.
В XX веке в селе жил и служил чтимый в Закарпатье как исповедник священник Иоанн Карбованец.